# Sabacon pygmaeus
Sabacon pygmaeus is een hooiwagen uit de familie Sabaconidae.